# Oblast Almaty
Oblast Almaty (Kazachs: Алматы облысы, Almatı oblısı; Russisch: Алматинская область, Almatinskaija oblast) is een deelgebied in het zuidoosten van Kazachstan. De hoofdstad, Taldıqorğan, heeft 162.000 inwoners. De totale oblast heeft twee miljoen inwoners. Het is het op vier na grootste deelgebied van Kazachstan.
De oblast is administratief-territoriaal ingedeeld in 19 eenheden: 16 districten (ауданы) en 3 - met district gelijkgestelde - steden (Қ.Ә.). Twee districten hebben meer dan 200.000 inwoners: Engbekshiqazaq (Еңбекшіқазақ ауданы) en Qarasay (Қарасай ауданы).

## Geografie
De oblast ligt rond de stad Almaty. De oblast grenst aan Kirgizië en aan de Chinese autonome regio Xinjiang. Verder grenst het deelgebied aan drie andere Kazachse deelgebieden: oblast Jambıl in het westen, oblast Qarağandı in het noordwesten en oblast Şığıs Qazaqstan in het noorden. De oblast heeft een oppervlakte van ongeveer 224.000 km².
Het Balkasjmeer (Kazachs: Балқаш көлі, Balqaş köli) ligt in het noordwesten van de oblast. In het bergachtige zuiden van de oblast, langs de grens met Kirgizië ligt het Tiensjan gebergte
Verder stroomt ook de rivier Ili door de oblast.

## Geschiedenis
De oblast Alma-Ata, de voorganger van de huidige oblast Almaty, werd op 10 maart 1932 gevormd uit de historische regio Semirechye. De hoofdstad was Alma-Ata (Almaty).
In april van het jaar 2001 werd het bestuurlijk centrum van de oblast Almaty verhuisd van Almaty naar Taldykorgan.

## Bezienswaardigheden
- Rotstekeningen van Tamgaly.
- Graftombe van Issyk Kurgan.
- Schaatsbaan van Medeo.
- De Chinees-Kazachse grenspost in Dostyq.